# Diócesis de Matanzas
La diócesis de Matanzas (en latín: Dioecesis Matansansis) es una circunscripción eclesiástica de la Iglesia católica en Cuba. Se trata de una diócesis latina, sufragánea de la arquidiócesis de San Cristóbal de La Habana. Desde el 7 de abril de 2022 su obispo es Juan Gabriel Díaz Ruiz.

## Territorio y organización
La diócesis tiene 12 964 km² y extiende su jurisdicción sobre los fieles católicos de rito latino residentes en la provincia de Matanzas.
La sede de la diócesis se encuentra en la ciudad de Matanzas, en donde se halla la Catedral de San Carlos Borromeo.
En 2021 en la diócesis existían 35 parroquias.

## Historia
La diócesis fue erigida el 10 de diciembre de 1912 mediante la bula Quae catholicae religioni del papa Pío X, obteniendo el territorio de la diócesis de San Cristóbal de La Habana (hoy arquidiócesis).
Originalmente sufragánea de la arquidiócesis de Santiago de Cuba, el 6 de enero de 1925 pasó a formar parte de la provincia eclesiástica de San Cristóbal de La Habana.

## Estadísticas
Según el Anuario Pontificio 2022 la diócesis tenía a fines de 2021 un total de 412 530 fieles bautizados.
| Año                                                                             | Población            | Población | Población      | Sacerdotes | Sacerdotes    | Sacerdotes    | Bautizados por sacerdote | Diáconos permanentes | Religiosos | Religiosos | Parroquias |
| Año                                                                             | Bautizados católicos | Total     | % de católicos | Total      | Clero secular | Clero regular | Bautizados por sacerdote | Diáconos permanentes | Varones    | Mujeres    | Parroquias |
| ------------------------------------------------------------------------------- | -------------------- | --------- | -------------- | ---------- | ------------- | ------------- | ------------------------ | -------------------- | ---------- | ---------- | ---------- |
| 1950                                                                            | 324 970              | 361 079   | 90.0           | 55         | 19            | 36            | 5908                     |                      | 39         | 172        | 29         |
| 1966                                                                            | 385 000              | 451 000   | 85.4           | 21         | 9             | 12            | 18 333                   |                      | 13         | 6          | 31         |
| 1970                                                                            | 365 000              | 483 300   | 75.5           | 15         | 6             | 9             | 24 333                   |                      | 9          | 12         | 31         |
| 1976                                                                            | 275 000              | 501 273   | 54.9           | 16         | 9             | 7             | 17 187                   |                      | 7          | 6          | 31         |
| 1980                                                                            | 250 000              | 507 000   | 49.3           | 15         | 9             | 6             | 16 666                   |                      | 8          | 4          | 31         |
| 1990                                                                            | 214 000              | 600 000   | 35.7           | 17         | 8             | 9             | 12 588                   |                      | 9          | 17         | 31         |
| 1999                                                                            | 470 000              | 633 113   | 74.2           | 19         | 9             | 10            | 24 736                   |                      | 10         | 54         | 35         |
| 2000                                                                            | 470 000              | 640 710   | 73.4           | 15         | 7             | 8             | 31 333                   | 1                    | 9          | 48         | 35         |
| 2001                                                                            | 470 000              | 661 075   | 71.1           | 15         | 7             | 8             | 31 333                   | 1                    | 9          | 45         | 35         |
| 2002                                                                            | 473 000              | 673 000   | 70.3           | 20         | 10            | 10            | 23 650                   | 1                    | 10         | 51         | 35         |
| 2003                                                                            | 475 000              | 680 800   | 69.8           | 20         | 9             | 11            | 23 750                   | 1                    | 11         | 53         | 37         |
| 2004                                                                            | 478 000              | 690 400   | 69.2           | 20         | 9             | 11            | 23 900                   | 1                    | 11         | 53         | 37         |
| 2013                                                                            | 422 900              | 724 100   | 58.4           | 25         | 17            | 8             | 16 916                   | 5                    | 8          | 49         | 36         |
| 2016                                                                            | 416 700              | 697 400   | 59.8           | 24         | 20            | 4             | 17 362                   | 5                    | 4          | 47         | 35         |
| 2019                                                                            | 415 500              | 715 129   | 58.1           | 18         | 13            | 5             | 23 083                   | 4                    | 5          | 47         | 35         |
| 2021                                                                            | 412 530              | 717 300   | 57,5           | 18         | 13            | 5             | 22 918                   | 4                    | 5          | 54         | 35         |
| Fuente: Catholic-Hierarchy, que a su vez toma los datos del Anuario Pontificio. |                      |           |                |            |               |               |                          |                      |            |            |            |

## Episcopologio
- Charles Warren Currier † (26 de abril de 1913-16 de junio de 1914 renunció[nota 1])
- Severiano Sainz y Bencamo † (3 de mayo de 1915-14 de marzo de 1937 falleció)
- Alberto Martín y Villaverde † (14 de mayo de 1938-3 de noviembre de 1960 falleció)
- José Maximino Eusebio Domínguez y Rodríguez † (18 de julio de 1961-11 de diciembre de 1986 falleció)
- Mariano Vivanco Valiente † (18 de mayo de 1987-23 de agosto de 2004 falleció)
- Manuel Hilario de Céspedes y García Menocal † (7 de mayo de 2005-22 de marzo de 2022 retirado)[nota 2]
- Juan Gabriel Díaz Ruiz, desde el 7 de abril de 2022